# Paul Herwig
Paul Herwig, né le 10 avril 1970 à Berlin (Allemagne), est un acteur allemand.

## Biographie

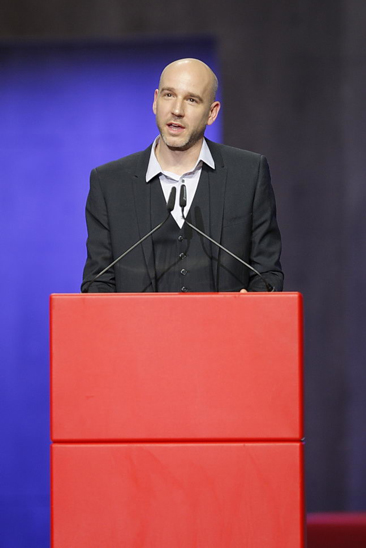
Prix Faust - Meilleur acteur 2010 - Paul Herwig.

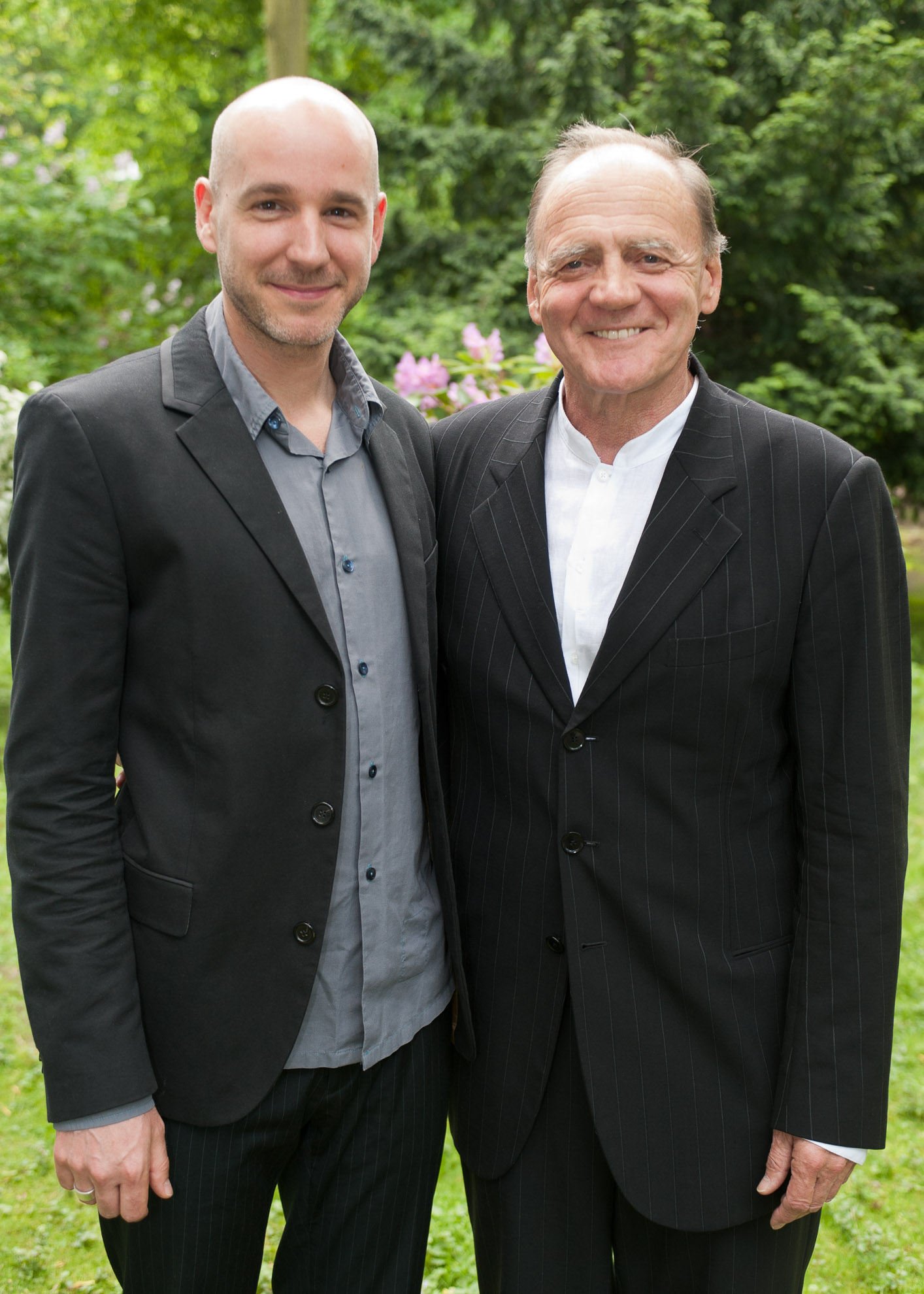
Paul Herwig avec le juré Bruno Ganz lors de la cérémonie de remise des prix Alfred Kerr 2010 à Berlin.

Paul Herwig grandit à Berlin-Ouest, où il est diplômé de la Fondation Queen Luise en 1989. Il commence à jouer du piano et de la batterie dès son plus jeune âge. À l'âge de 14 ans, il est découvert pour un rôle principal dans un épisode de la série La Clinique de la Forêt-Noire (Die Schwarzwaldklinik). Après avoir obtenu son diplôme d'études secondaires, il reçoit sa formation d'acteur de 1990 à 1994 à l'Université de musique et de théâtre de Hanovre. Après avoir terminé ses études d'acteur en 1994, il tient le rôle principal dans le téléfilm en trois parties Die Tote von Amelung. Après d'autres engagements dans des films de cinéma et de télévision, il devient membre permanent de l'ensemble du Residenztheater de Munich de 1995 à 2001. On l'y voit, entre autres, dans des rôles principaux dans les pièces La Cruche cassée, Clavigo, The Black Rider et Le Songe d'une nuit d'été (A Midsummer Night's Dream). Il s'installe ensuite au Kammerspiele de Munich sous la direction artistique de Frank Baumbauer où il travaille sous la direction de Thomas Ostermeier, Johan Simons, Andreas Kriegenburg, Sebastian Nübling, Roger Vontobel, Luk Perceval et bien d'autres. Il y interprète les premiers rôles dans notamment Don Carlos de Schiller, Le Prince de Hombourg (Prince Friedrich von Homburg) et Et puis après ?.
De 2008 à 2013, Paul Herwig a vécu à Londres en tant qu'acteur indépendant. Il fait partie de l'ensemble du Deutsches Schauspielhaus de Hambourg depuis 2013. Paul Herwig vit avec sa famille à Berlin.

## Théâtre

### Residenztheater Munich / Théâtre national bavarois (sélection)
- 1995 : Peer Gynt de H. Ibsen, mise en scène de Michael Bogdanov
- 1996 : Les Cannibales de G. Tabori, mise en scène de Klaus Emmerich, rôle : Ramaseder
- 1996 : Le Complexe Clarisse d'après R. Musil, mise en scène de Hans Neuenfels
- 1997 : La Cruche cassée de H. v. Kleist, mise en scène de Amélie Niermeyer, rôle : Ruprecht
- 1997 : Les Variations Goldberg de G. Tabori, mise en scène de Klaus Emmerich
- 1998 : Yvonne, la princesse de Bourgogne de Witold Gombrowicz, mise en scène de Amèlie Niermeyer, rôle : Cyrill
- 1999 : Clavigo de J. W. Goethe, mise en scène de Cornelia Crombholz, rôle : Clavigo
- 1999 : Karl Hetmann der Zwergriese de F. Wedekind, mise en scène d'Alexander Lang, rôle : Walo Freiherr von Brühl
- 2000 : The Black Rider de Burroughs / Waits / Wilson, mise en scène de Andreas Kriegenburg, rôle : Wilhelm
- 2000 : La Noce chez les petits bourgeois de B. Brecht, mise en scène de André Wilms, rôle : Le Marié
- 2000 : Le plus beau jour de P. Turrini,mise en scène : Cornelia Crombholz, rôle : Figaro
- 2001 : Le Songe d'une nuit d'été de W. Shakespeare, mise en scène d'Armin Petras, rôle : Lysandre

### Munich Kammerspiele (sélection)
- 2001 : La Mort de Danton de Georg Büchner, mise en scène de Lars-Ole Walburg, rôle : Robespierre
- 2002 : Der starke Stamm de Marieluise Fleisser, mise en scène de Thomas Ostermeier, rôle : Hubert
- 2002 : Sallinger de B.M. Koltes, mise en scène de Christina Paulhofer, rôle : Leslie
- 2003 : Anatomy Titus Fall of Rome de Heiner Müller d'après Shakespeare, mise en scène de Johan Simons, rôle : Lucius Andronicus, invitation Theatertreffen 04
- 2004 : Don Karlos de Friedrich Schiller, mise en scène de Sebastian Nübling, rôle : Don Karlos
- 2004 : Die Nibelungen de Friedrich Hebbel, mise en scène d'Andreas Kriegenburg, rôle : Volker der Spielmann, invitation au Theatertreffen 05
- 2005 : Die Zehn Gebote (Les Dix Commandements) d'après Le Décalogue de K. Kieślowski, mise en scène de Johan Simons
- 2005 : Vor Sonnenaufgang (de) de Gerhart Hauptmann, mise en scène de Thomas Ostermeier, rôle : Schimmelpfennig
- 2006 : Monsoon d'Anja Hilling, mise en scène de Roger Vontobel, rôle : Bruno
- 2006 : Männer, une soirée scénique de chansons de Franz Wittenbrink
- 2006 : Les Trois Sœurs d'Anton Tchekhov, mise en scène de Andreas Kriegenburg, rôle : Kulygin, invitation au Theatertreffen 07
- 2006 : Le Prince de Hombourg de H. v. Kleist, réalisateur : Johan Simons, rôle : Prince de Hombourg
- 2007 : La Famille Schroffenstein par H. v. Kleist, réalisateur : Roger Vontobel, rôle : Jeronimus
- 2008 : Furcht und Zittern de Klaus Händl, mise en scène de Sebastian Nübling, rôle : Martin Kirchner
- 2009 : Et puis après ? (titre original : Kleiner Mann, Was nun ?) de Hans Fallada, mise en scène de Luk Perceval, rôle : Pinneberg, invitation au Theatertreffen 2010
- 2010 : Summer Guests / Les Bas-fonds de Maxim Gorki, mise en scène de Karin Henkel, rôle : Rijumin / acteur

### Théâtre Maxim Gorki de Berlin
- 2008 : Mefisto Forever de Tom Lanoye, réalisateur : Armin Petras, rôle : Mefisto / Kurt Köpler
- 2008 : Clavigo de J.W. Goethe, réalisateur : Roger Vontobel, rôle : Clavigo

### Schauspielhaus Bochum
- 2010 : Die Labdakiden (Les Labdacides) de Sophocle, Eschyle et Euripide, mise en scène de Roger Vontobel, rôle : Œdipe
- 2012 : Richard III de W. Shakespeare, réalisateur : Roger Vontobel, rôle : Richard
- 2014 : Les Âmes solitaires (Einsame Menschen) de Gerhart Hauptmann, mise en scène de Roger Vontobel, rôle : Johannes Vockerat

### Schaubühne am Lehniner Platz
- 2011 : Édouard II de Christopher Marlowe, mise en scène d'Ivo van Hove, rôle : Mortimer

### Festival de Salzbourg
- 2013 : Le Songe d'une nuit d'été de William Shakespeare, musique : Felix Mendelssohn Bartholdy, traduit et mis en scène par Henry Mason, rôle : Nick Zettel / Pyramus
- 2014 : Der Abschied de Walter Kappacher, première mondiale, monologue pour un acteur, mise en scène de Nicolas Charaux

### Théâtre de Cologne
- 2014 : Un ennemi du peuple de H. Ibsen, mise en scène de Roger Vontobel, rôle : Stockmann

### Triennale de la Ruhr 2018
- 2018 : Nordstadtphantasien de Schorsch Kamerun, simulation théâtrale musicale d'une ambiance de ruée vers l'or urbaine, rôle : Bobby Reich

### Volkswagenbühne Berlin
- 2019 : Das Bauhaus-Ein rettendes Requiem de Schorsch Kamerun, performance musicale

### Deutsches Schauspielhaus de Hambourg
- 2013 : Alles Weitere kennen Sie aus dem Kino de Martin Crimp, mise en scène de Katie Mitchell, rôle : Kreon
- 2014 : SPAM de Roland Schimmelpfennig, réalisateur : Roland Schimmelpfennig, rôle : L'homme à l'argile
- 2014 : Oncle Vania d'Anton Tchekhov,mise en scène : Karin Beier, rôle : Astrov
- 2015 : Happy Days de Samuel Beckett, mise en scène de Katie Mitchell, rôle : Willie
- 2015 : Les Physiciens de Friedrich Dürrenmatt, mise en scène de Sebastian Kreyer, rôle : Newton
- 2016 : Peer Gynt d'après Henrik Ibsen, mise en scène de Simon Stone
- 2017 : The Who and the What d'Ayad Akhtar,mise en scène : Karin Beier, rôle : Eli
- 2018 : Sleeping Men de Martin Crimp, mise en scène de Katie Mitchell, rôle : Paul
- 2019 : Anatomy of Suicide d'Alice Birch, mise en scène de Katie Mitchell, rôle : Hans/John

## Filmographie

### Cinéma
- 1993 : Frankie, Jonny und die anderen... Schattenkämpfer (de) de Hans-Erich Viet : Jonny
- 1995 :  Neulich am Deich de Janek Rieke : Lars (court métrage)
- 1996 : Hannah de Reinhard Schwabenitzky : Helge Hochstedt
- 1997 : Dumm gelaufen : Polizist Pohl
- 1998 : Alles wieder still de Benjamin Heisenberg : Mann  (court métrage, non crédité)
- 2000 : L'Adieu : Le Dernier Été de Brecht (Abschied - Brechts letzter Sommer) de Jan Schütte : Manfred Wekwerth
- 2002 : Merle : Mr. Schroeder (court métrage)
- 2003 :  Une offrande musicale (Mein Name ist Bach) de Dominique de Rivaz : Emanuel Bach
- 2004 : La Ligne de cœur (Kammerflimmern) de Hendrik Hölzemann : Crashs Vater
- 2005 : Sophie Scholl : Les Derniers Jours (Sophie Scholl - Die letzten Tage) de Marc Rothemund : Rechtsanwalt August Klein
- 2011 :  Prince of Beers : Gunter (court métrage)
- 2014 : Lena (de) (Vergiss mein Ich) de Jan Schomburg : Andreas
- 2014 :  Super ego : Telefonstimme  (voix)

### Télévision
- 1987 :  Das Traumschiff : Karsten Wilzius (série télévisée, épisode Mexiko)
- 1987 :  La Clinique de la Forêt-Noire : Willi Melldorf (série télévisée, 1 épisode)
- 1990 : Mich will ja keiner de Sigi Rothemund : Holger (téléfilm)
- 1995 : Die Tote von Amelung de Hajo Gies : Jan Mendel (téléfilm en trois parties)
- 1996 :   Und tschüss! Auf Mallorca de Karsten Wichniarz : Hans Eberhard Schulz-Weizenbeck (téléfilm)
- 1996 : Un cas pour deux (Ein Fall für Zwei) de Kai Borsche : Ralph Jensen (série télévisée, épisode Auf Sand gebaut)
- 1996 : Und morgen fängt das Leben an d'Anno Saul : Frederico (téléfilm)
- 1997 : Alte Liebe, alte Sünde d'Anno Saul : Heiner Erdmann (téléfilm)
- 1998 : Die Bubi-Scholz-Story (de) de Roland Suso Richter  (téléfilm)
- 1999 : Eine schräge Familie de Jan Ruzicka : Frank (téléfilm)
- 2003 :  Il vaut mieux vivre (Leben wäre schön) de Kai Wessel (téléfilm)
- 2010 : Liebe vergisst man nicht (de) de Matthias Tiefenbacher : Dr Rüdiger (téléfilm)
- 2012 : Titanic : De sang et d'acier (Titanic: Blood and Steel) de Ciaran Donnelly : Florian Altenberg (mini-série télévisée, 4 épisodes)
- 2013-2018 : Brigade du crime (SOKO Leipzig) : Peter Hoffmeister / Adrian Wagenknecht (série télévisée, 2 épisodes)
- 2013-2018 : Le Renard (Der Alte) : Bernd Rotthoff / Max Bögel (série télévisée, 2 épisodes)
- 2015 : Meurtres à Nordholm : épisode Une si jolie morte de Thomas Berger : Benjamin Gründling (mini-série télévisée en deux parties, épisode Tod eines Mädchens)
- 2017 :  SOKO Stuttgart : Pater Ignatius (série télévisée, 1 épisode)
- 2017 : Tatort  de Sebastian Ko : Peter Deisböck (série télévisée, épisode Tatort: Wacht am Rhein)
- 2017 : Neben der Spur (de) d'Anno Saul : Patrick Friesner (série télévisée, épisode Neben der Spur – Dein Wille geschehe)
- 2017 : Nord Nord Mord (de) : Heiner Hansen / Ulrich Kuschel (série télévisée, 2 épisodes : Clüver et der König von Sylt)
- 2018 :  Der Mordanschlag  (mini-série télévisée, 2 épisodes)
- 2018 :  Notruf Hafenkante : Thomas Schenk (série télévisée, 1 épisode)
- 2018 : SOKO Wismar (de) : Florian Sagmeister (série télévisée, épisode Taxi Blues)
- 2018 : Letzte Spur Berlin (de) : Ulli Gladow (série télévisée, épisode Lebensretterin)
- 2019 : Die Pfefferkörner : Norbert Rombach (série télévisée, 1 épisode)
- 2022 : Safe (de) : Rolf (mini-série télévisée, 1 épisode)
- En post production : Der Kommissar und der See - Narrenfreiheit  (téléfilm)

## Radio
- 2006 : Rafik Schami : Le côté obscur de l'amour (4 parties) – Réalisation : Claudia Johanna Leist (pièce radiophonique–WDR)
- 2014 : Joachim Ringelnatz : As a Mariner in War – Réalisation : Harald Krewer (pièce radiophonique–NDR / DKultur)

## Récompenses et distinctions
- (en) Paul Herwig: Awards, sur l'Internet Movie Database

- 1998 : Prix bavarois de mécénat pour les arts de la scène
- 1999 : Une partie de la distribution pour laquelle Martin Benrath a reçu le prix Adolf Grimme d'or pour Der Laden
- 2000 : Prix de parrainage de l'Association des Amis du Théâtre d'État de Bavière
- 2010 : Alfred Kerr Actor Award pour Kleiner Mann – was nun?
- 2010 : Prix de théâtre 3sat avec Annette Paulmann pour Kleiner Mann – was nun? à la Rencontre du Théâtre de Berlin
- 2010 : Acteur de l'année dans le sondage des critiques du magazine Theater heute
- 2010 : Prix du théâtre allemand Der Faust pour sa performance en tant que Johannes Pinneberg dans Kleiner Mann – was nun? de Hans Fallada